# Svaledovenfugl
Svaledovenfugl (latin: Chelidoptera tenebrosa) er en fugleart, der lever i Sydamerikas nordlige del.